# كليمنت فلانديغهام
كليمنت ليرد فلانديغهام (بالإنجليزية: Clement Laird Vallandigham)‏‏  /vəˈlændɪɡəm/‏ (29 يوليو 1820 – 17 يونيو 1871) سياسي من أوهايو

## روابط خارجية
- كليمنت فلانديغهام على موقع الموسوعة البريطانية (الإنجليزية)